# Andrzej Fitzner
Andrzej Witold Fitzner – polski lekarz weterynarii, doktor habilitowany nauk weterynaryjnych, profesor w Państwowym Instytucie Weterynaryjnym – Państwowym Instytucie Badawczym, specjalista od biochemii.

## Kariera naukowa
W 1984 roku w Szkole Głównej Gospodarstwa Wiejskiego w Warszawie uzyskał tytuł lekarza weterynarii. W 1986 roku został zatrudniony w Państwowym Instytucie Weterynarii – Państwowym Instytucie Badawczym, gdzie w 1994 roku uzyskał stopień doktora nauk weterynaryjnych na podstawie rozprawy pt. Wirus krwiotocznej choroby królików (VHD) i jego właściwości immunogenne, której promotorem był Jerzy Górski. W 2006 roku ten sam instytut nadał mu stopień doktora habilitowanego nauk weterynaryjnych na podstawie pracy pt. Charakterystyka molekularna wirusa RHD z uwzględnieniem szczepów o odmiennym fenotypie.